# Nicolás Quagliata
Nicolás Quagliata, né le 5 juin 1999 à Montevideo en Uruguay, est un footballeur uruguayen qui évolue au poste de milieu offensif au FBC Melgar.

## Biographie

### Montevideo Wanderers
Né à Montevideo en Uruguay, Nicolás Quagliata est formé par l'un des clubs de la capitale uruguayenne, le Montevideo Wanderers. Il joue son premier match en professionnel le 5 décembre 2019, lors d'un match de championnat face au Club Atlético Cerro. Il entre en cours de partie à la place de Gastón Bueno (en), et son équipe s'incline par deux buts à zéro.
Le 30 novembre 2020, Quagliata inscrit son premier but en professionnel lors d'une rencontre de championnat face au Liverpool Fútbol Club. Titularisé ce jour-là, il ouvre le score et participe ainsi à la victoire de son équipe par trois buts à deux.
Quagliata fait ses débuts en Copa Libertadores le 9 mars 2021, lors d'un match face au Club Bolívar. Il est titularisé et son équipe l'emporte par un but à zéro.

### PAOK
En juillet 2022, Nicolás Quagliata rejoint la Grèce et le PAOK Salonique. Le transfert est annoncé dès le mois d'avril 2022.

### Cuiabá EC
Le 10 mars 2023, Nicolás Quagliata rejoint officiellement le Cuiabá EC sous la forme d'un prêt d'une saison avec option d'achat.